# Stephen Ahorlu
Stephen Ahorlu, född 5 september 1988 i Kpando, är en ghanansk fotbollsmålvakt som har skrivit kontrakt med Heart of Lions till och med juni 2014.
Han gjorde sin debut för israeliska Hapoel Ashkelon den 21 augusti 2010, i en 3–1-vinst över Hapoel Petah Tikva.
Han blev den 13 maj 2010 uttagen i Ghanas trupp till VM i fotboll 2010.